# Frei (Familienname)
Frei ist ein deutscher und schweizerischer Familienname.

## Herkunft und Bedeutung
Zu Herkunft und Bedeutung siehe Frey.

## Häufigkeit
Mit 14'023 Vertretern ist Frei der 15. häufigste Familienname in der Schweiz (Stand: 2022).

## Namensträger

### A
- Addison Frei (* 1992), US-amerikanischer Jazzmusiker
- Adolf Frei (1872–1946), Schweizer Industrieller
- Alain Frei (* 1983), Schweizer Comedian, Kabarettist und Schauspieler
- Alan Frei (* 1982), Schweizer Unternehmer, Ökonom und Lebensstilminimalist
- Albert Frei (1918–2009), deutscher Urologe
- Alex Frei (Radsportler) (* 1956), Schweizer Radsportler und Radsportfunktionär
- Alex Frei (Eishockeyspieler) (* 1993), italienischer Eishockeyspieler
- Alexander Frei (Rennfahrer) (* 1954), Schweizer Unternehmer und Automobilrennfahrer
- Alexander Frei (Fussballspieler) (* 1979), Schweizer Fußballspieler und -funktionär
- Alexander Frei (* 1989), Schweizer Sänger, siehe Crimer
- Alfred Frei (Lehrer) (1887–1966), Schweizer Lehrer und Komponist
- Alfred Frei (Architekt) (1929–2019), Schweizer Architekt und Spielzeugeisenbahnexperte
- Alfred Georg Frei (* 1954), deutscher Historiker
- Armin Frei (1931–2012), Schweizer Elektroingenieur und Erfinder
- August Frei (1912–1998), Schweizer Maler, Glasmaler und Zeichner

### B
- Barbara Frei-Spreiter (* 1970), Schweizer Managerin und Verwaltungsrätin
- Benedikt Frei (1904–1975), Schweizer Archäologe
- Bruno Frei (1897–1988), österreichischer Journalist
- Bruno Waldvogel-Frei (* 1961), Schweizer Pfarrer und Kulturschaffender

### C
- Christian Frei (* 1959), Schweizer Dokumentarfilmer
- Christoph Frei (* 1960), Schweizer Hochschullehrer
- Claudia Frei-Wyssen (* 1979), Schweizer Politikerin GLP
- Coralie Frei (* 1951), Krankenschwester und Schriftstellerin aus den Komoren

### D
- Daniel Frei (Politikwissenschaftler) (1940–1988), Schweizer Politikwissenschaftler
- Daniel Frei (Politiker) (* 1979), Schweizer Politiker (GLP, vormals SP)
- Daniel Frei (Schauspieler), Schweizer Schauspieler
- David-Jonas Frei (* 1985), Schweizer Schauspieler und Drehbuchautor
- Deborah Frei (* 1999), Schweizer Unihockeyspielerin

### E
- Eduardo Frei Montalva (1911–1982), chilenischer Politiker, Präsident 1964 bis 1970
- Eduardo Frei Ruiz-Tagle (* 1942), chilenischer Politiker
- Emil Frei (Maler) (1882–1955), Schweizer Maler und Graphiker
- Emil Frei (Politiker) (1897–1987), Schweizer Lehrer und Politiker (SP)
- Emil Frei III (1924–2013), amerikanischer Onkologe
- Ernst Frei (1932–1997), Schweizer Unternehmer
- Erwin Frei (1914–2008), Schweizer Agrarwissenschaftler und Bodenkundler

### F
- Fabian Frei (* 1989), Schweizer Fußballspieler
- Filip Frei (* 2001), schweizerisch-serbischer Fußballspieler
- Frederike Frei (* 1945), deutsche Schriftstellerin
- Friedrich Frei (1883–1959), Schweizer katholischer Geistlicher, Kirchenmusiker, Dirigent, Chorleiter und Generalpräses des Cäcilienvereins 1948–1954
- Fritz Frei, Pseudonym von Max Hoffmann (Schriftsteller) (1858–nach 1912), deutscher Lehrer, Schriftsteller und Übersetzer
- Fritz Frei (* 1943), Schweizer Theologe und Archivar

### G
- Gebhard Frei (1905–1967), Schweizer Psychologe
- Gerhard Frei (1911–1989), deutscher Opernsänger (Bass) und Schauspieler
- Guido Frei (Journalist) (1921–2010), Schweizer Journalist
- Guido Frei (Radsportler) (* 1953), Schweizer Radrennfahrer
- Günther Frei (* 1942), Schweizer Mathematikhistoriker

### H
- Hans Frei (Lautenbauer) (1450–1523), deutscher Lautenbauer
- Hans Frei (Medailleur) (1868–1947), Schweizer Medailleur und Bildhauer
- Hans Frei (Politiker, 1870) (1870–1932), Schweizer Politiker (SP)
- Hans Frei (Bergsteiger) (1910–1937), Schweizer Bergsteiger
- Hans Frei (Politiker, 1923) (1923–1986), Schweizer Politiker (CVP)
- Hans Frei (Heimatpfleger) (1937–2024), deutscher Bezirksheimatpfleger, Museumsdirektor und Naturschützer
- Hans Frei (Architekt) (* 1955), Schweizer Architekt und Hochschullehrer für Architekturtheorie und Entwerfen
- Hans Wehrli-Frei (1927–2011), Schweizer Leichtathlet
- Hans Alfred Frei (1922–2011), Schweizer christkatholischer Theologe
- Hans Wilhelm Frei (1922–1988), deutschamerikanischer Theologe
- Heidi Frei (1927–2015), Schweizer Theaterpädagogin
- Heinrich Frei (1846–1923), deutscher Kantor und Dirigent
- Heinz Frei (* 1958), Schweizer Rennrollstuhlsportler
- Henri Frei (1899–1980), Schweizer Sprachwissenschaftler
- Henrik Frei Larsson (* 1953), Schweizer Künstler, Maler, Radierer und Illustrator
- Hermann Frei (1844–1928), Schweizer Fabrikant

### J
- Jakob Büchel-Frei (1922–1999), Schweizer Maler und Kalligraf
- Johann Frei (1891–1976), Schweizer Pfarrer
- Johann Jakob Frei (1789–1852), Schweizer Pfarrer
- Johannes L. Frei (1870–1932), Schweizer Politiker: siehe Hans Frei (Politiker, 1870)
- Jonas Frei (* 1979), Schweizer Filmverleiher und Filmproduzent
- Jonas Frei (Autor) (* 1992), Schweizer Autor
- Jonas Frei (Parabobfahrer) (* 1997), Schweizer Bobfahrer
- Joseph Frei (1872–1945), Schweizer Kirchenmusiker und Komponist
- Judith Frei (* 1938), deutsche Benediktinerin und emeritierte Äbtissin der Abtei Varensell
- Julius Frei (1874–1939), Schweizer Politiker (FDP)

### K
- Karin Frei (* 1969), Schweizer Journalistin und Moderatorin
- Karl Frei (Kunsthistoriker) (1887–1953), Schweizer Kunsthistoriker und Konservator
- Karl Frei (1917–2011), Schweizer Turner
- Kerim Frei (* 1993), Schweizer Fußballspieler
- Köbi Frei (* 1959), Schweizer Politiker (SVP)

### M
- Max Frei-Sulzer (1913–1983), Schweizer Kriminalist
- Moritz Frei (* 1978), deutscher Künstler
- Manfred Frei (1940–2024), deutscher Musikproduzent

### N
- Nikolaus Frei (* 1974), deutscher Schauspieler, Regisseur und Theaterleiter
- Norbert Frei (* 1955), deutscher Zeithistoriker

### O
- Otto Frei (1924–1990), Schweizer Journalist und Schriftsteller

### P
- Patrick Frei (* 1968), Schweizer Politiker der Schweizerischen Volkspartei (SVP)
- Paul Frei (1905–1991), Schweizer Diplomat und Generalkonsul
- Peter Frei (Althistoriker) (1925–2010), Schweizer Althistoriker
- Peter Frei (Journalist) (1934–2018), deutscher Journalist
- Peter Frei (Musiker) (* 1943), Schweizer Jazzmusiker
- Peter Frei (Skirennfahrer) (* 1946), Schweizer Skirennfahrer
- Peter Frei (Sportpädagoge) (* 1963), deutscher Sportpädagoge

### R
- Raphael Frei (* 1980), Schweizer Politiker (FDP)
- Rätus Frei (* 1932), Schweizer Eishockeyspieler
- Regine Frei (* 1965), Schweizer Krimiautorin und Buchhändlerin
- Regula Frei-Stolba (* 1940), Schweizer Althistorikerin
- Robert Frei (1925–2002), Schweizer Architekt
- Rolf Frei (* 1942), Schweizer Fotograf, tätig in Deutschland
- Roli Frei (* 1953), Schweizer Singer-Songwriter
- Rudolf Frei (1916–2014), Schweizer Wirtschaftsjournalist

### S
- Sandra Frei (* 1984), Schweizer Snowboarderin
- Sebastian Frei (* 1980), deutscher Kommunalpolitiker
- Severin Frei (* 1981), Schweizer Drogist, Filmemacher und Rapper
- Sina Frei (* 1997), Schweizer Radsportlerin
- Stefan Frei (* 1986), Schweizer Fußballtorwart
- Stephan Frei (* 1966), deutscher Elektroingenieur und Hochschullehrer

### T
- Tanya Frei (* 1972), Schweizer Curlerin
- Theodor Frei (1923–2020), Schweizer Unternehmer und Firmengründer
- Thomas Frei (Biathlet) (* 1980), Schweizer Biathlet
- Thomas Frei (Radsportler) (* 1985), Schweizer Radrennfahrer
- Thorsten Frei (* 1973), deutscher Politiker (CDU), MdB und Bundesminister

### W
- Walter Frei (Tiermediziner) (1882–1972), Schweizer Tiermediziner und Hochschullehrer
- Walter Frei (Theologe) (1927–2022), Schweizer Theologe
- Walter Frei (Schauspieler) (* 1936), deutscher Lehrer, Schauspieler und Regisseur
- Walter Frei (Eishockeyspieler), Schweizer Eishockeyspieler
- Walter Frei (Rennfahrer) (* 1956), Schweizer Endurorennfahrer
- Werner Frei (* 1944), Schweizer Fußballtorhüter
- Wilhelm Frei (1885–1943), deutscher Dermatologe
- William Frei (1913–1991), Schweizer Diplomat
- Wolfgang Frei (* 1947/1948), Schweizer Journalist